# José Moko Ekanga
José Moko Ekanga, P.S.S. (Kinshasa, 18 juli 1958) is een Congolees rooms-katholiek geestelijke en bisschop.
Hij trad binnen bij de congregatie van de Sulpicianen en werd in 1986 tot priester gewijd. Hij werd in 2009 benoemd tot bisschop van Idiofa als opvolger van Louis Mbwôl-Mpasi, O.M.I., die in 2006 op emeritaat ging. Hij koos als devies Quocumque dixerit vobis facite.